# ليندسفارن (فريق روك)
ليندسفارن (بالإنجليزية: Lindisfarne) فريق روك فولكلوري إنجليزي من نيوكاسل أبون تاين تأسس عام 1968 (كانت تسمى في الأصل الإخوة Brethren). تشكيل الفريق من آلان هال، راي جاكسون، سيمون كوي، رود كليمنتس، وراي ليدلو.

## أشهر ألبوماتهم
- لطيف وخارج اللحن (Nicely Out of Tune (1970[3]
- الضباب على نهر التاين (Fog on the Tyne (1971[4]
- دينجلي ديل (Dingly Dell (1972[5]
- ذهابا وايابا (Back and Fourth (1978[6]

## أشهر الأغاني المنفردة
- قابلني في الزاوية Meet Me on the Corner[7]
- سيدة اليانور Lady Eleanor[8]
- أركض إلى البيت Run For Home[9]
- الضباب على نهر التاين Fog On The Tyne[10]
- يمكننا الحركة معا We Can Swing Together[11]

## أعضاء الفريق المؤسسين
- راي جاكسون: غناء، ومندولين، وهارمونيكا (1968-1975، 1976، 1978-1990، 2013-2015)
- راي ليدلو: طبول (1968-1973، 1976، 1978-2003)
- سيمون كوي: جيتار، ومندولين، وبانجو، ولوحات مفاتيح (1968-1973، 1976، 1978-1994؛ توفي 2015)
- آلان هال: غناء، وجيتار، ولوحات مفاتيح (1968-1975 ، 1976 ، 1978-1995 ؛ توفي 1995)
- رود كليمنتس: وجيتار باس، وكمان، وجيتار منزلق، ومندولين، غناء رئيسي (1968-1973 ، 1976، 1978-2004، 2015 إلى الوقت الحاضر).[1]

## وصلات خارجية
- Official site
- Official website of the Lindisfarne live band
- ليندسفارن (فريق روك) التسجيلات من ديسكاغز.كوم
- Ray Jackson
- Rod Clements
- Billy Mitchell
- Marty Craggs
- The Lindisfarne Story
- Lindisfarne Photographs